# 教育管理学
教育管理学（educational management）是研究国家管理教育的现象，揭示国家管理教育规律的社會科學。其研究的範圍可包括教育管理活動、教育管理體制、教育管理機制及教育管理觀念等等。